# والی شیرا
والی شیرا (به انگلیسی: Wally Schirra) فضانورد اهل کشور ایالات متحده آمریکا است که در ۱۲ مارس ۱۹۲۳ میلادی در هکنساک، نیوجرسی زاده شد. وی در مأموریت مرکوری-اطلس ۸، جمینای ۶-آ، آپولو ۷ حضور داشته است.والی شیرا در اثر سکته مغزی در سال۲۰۰۷از دنیا رفت.